# 苏肇伉
苏肇伉是中国小儿心胸外科专家，2004年全国五一劳动奖章获得者，2005年中国医师奖获得者。主要从事新生儿、婴幼儿先心病研究。

## 生平
在中国首先将深低温停循环技术应用于婴儿先心病手术。并提出了复杂先心病的“个体化概念”，根据患儿的个体差异，度身设计手术技术和方法。